# جاميل أرتيس
جاميل أرتيس (مواليد 12 يناير 1993) هو لاعب كرة سلة أمريكي يلعب في مركز مدافع مسدد الهدف ولاعب هجوم صغير الجسم في نادي كيب تاون تايجرز.

## روابط خارجية
- جاميل أرتيس على موقع إن بي أي (الإنجليزية)
- جاميل أرتيس على موقع سبورتس رفرنس (الإنجليزية)
- جاميل أرتيس على موقع كرة السلة الأوروبية.كوم (الإنجليزية)
- جاميل أرتيس على موقع إي إس بي إن.كوم (الإنجليزية)
- جاميل أرتيس على موقع كلية كرة السلة في سبورتس رفرنس.كوم (الإنجليزية)
- جاميل أرتيس على موقع ريلجم (الإنجليزية)
- جاميل أرتيس على موقع بروبوليرز (الإنجليزية)
- جاميل أرتيس على موقع سبورتس رفرنس (الإنجليزية)
- جاميل أرتيس على موقع سبورتس رفرنس (الإنجليزية)